# Курди в Туреччині

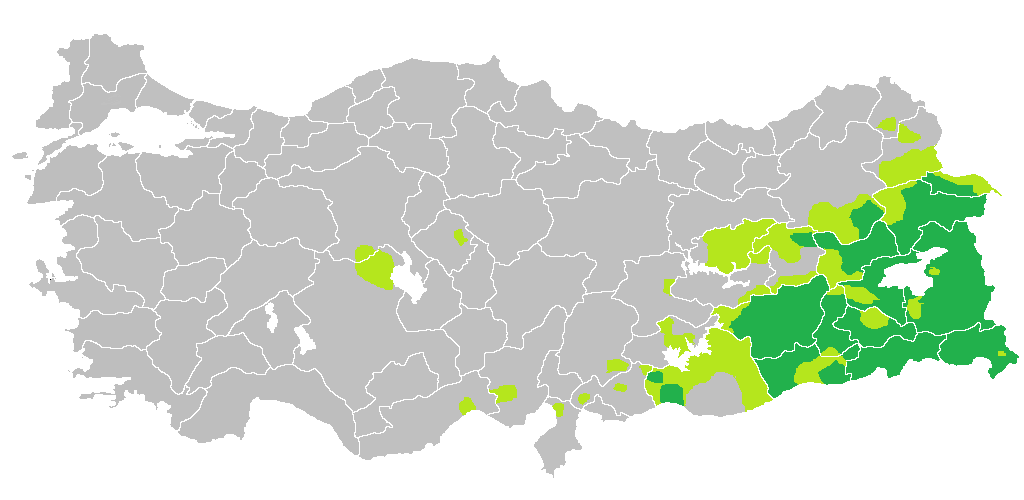

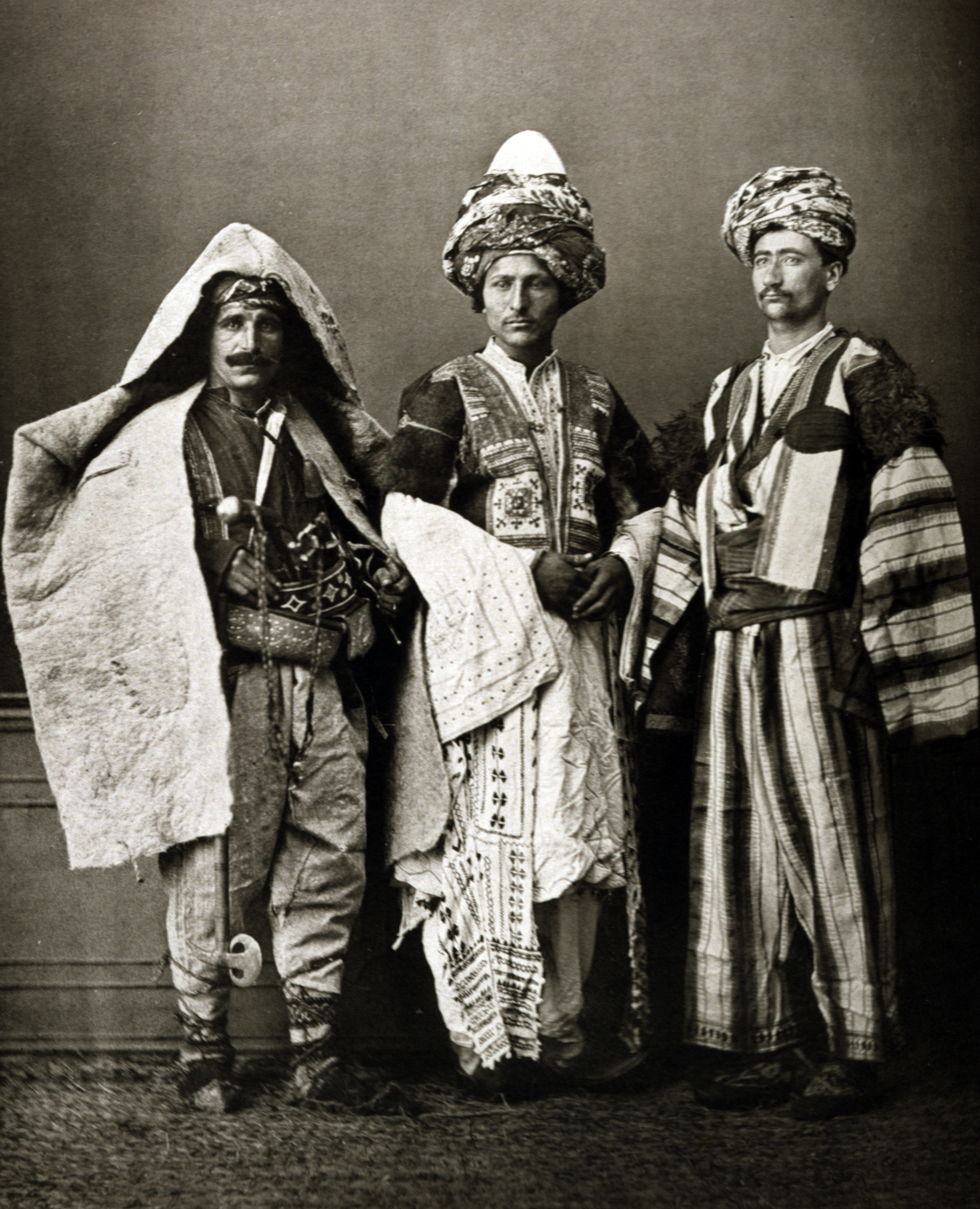
Курди в національних костюмах

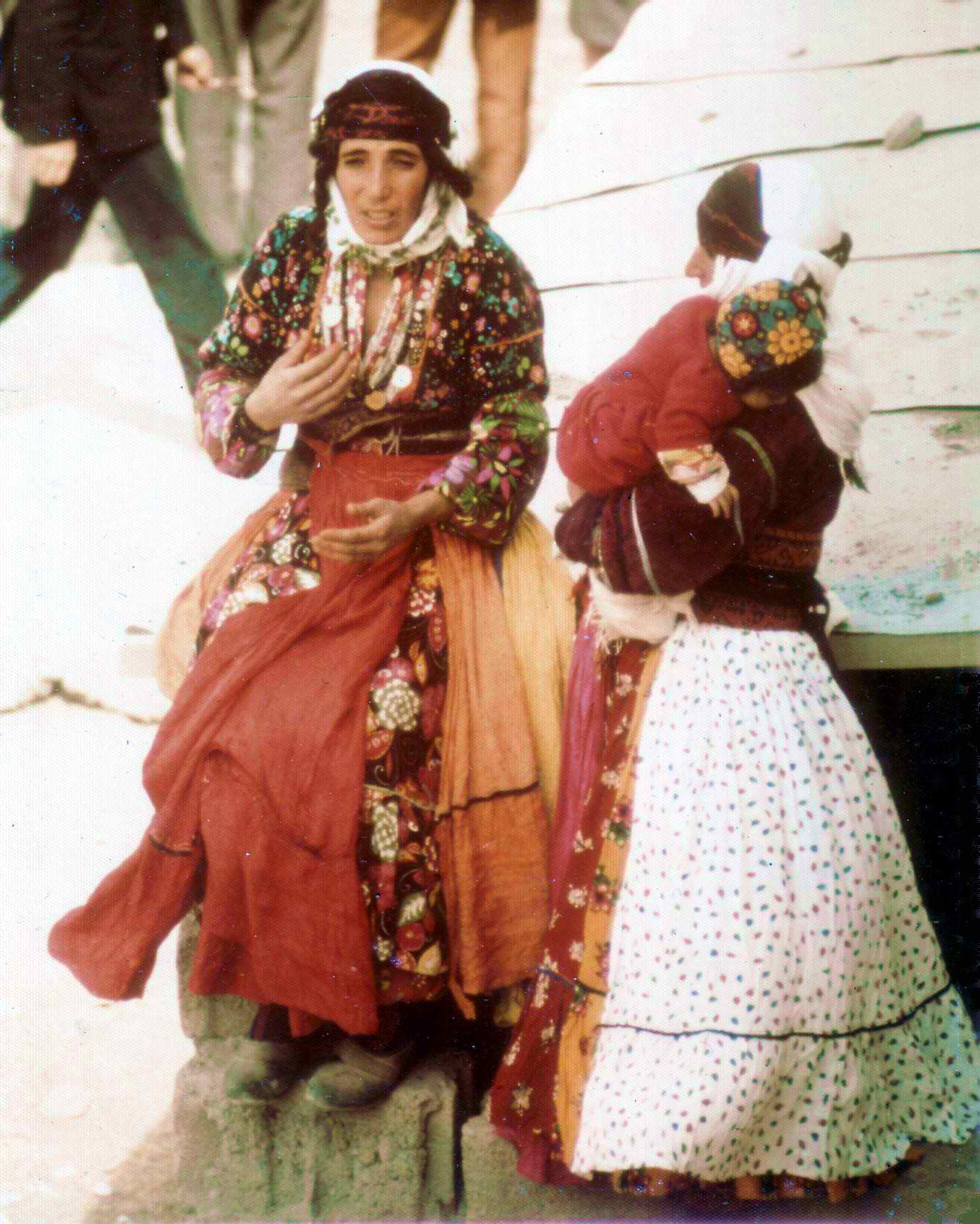
Курдські жінки з провінції Ван, Туреччина

Етнічні курди становлять істотну частину населення Туреччини — порядку 18 %, хоча за офіційною інформацією турецької національної ради курдське населення становить 15,7 % від усього населення Туреччини. На відміну від турків, курди говорять індоєвропейською мовою. Курди живуть на території всієї Туреччини, але більшість живе на сході та південному сході країни. Політика керівництва Туреччини щодо її громадян курдської етнічної приналежності була частим предметом міжнародної критики.
У серпні 1984 Робітнича партія Курдистану (РПК) оголосила війну офіційній владі Туреччини, яка триває й сьогодні. До 1999 РПК виступала з найрадикальнішою вимогою — проголошення єдиного та незалежного Курдистану, об'єднуючого курдські території, що нині входять до Туреччини, Ірану, Іраку та Сирії.
З 1999 РПК висунула вимоги, близькі та зрозумілі основній масі курдського населення, а саме: надання автономії, збереження національної самобутності, практичне зрівняння курдів у правах з турками, відкриття національних шкіл і введення теле-і радіомовлення курдською мовою.

## Історія
Загальна чисельність курдів на території Туреччини сьогодні оцінюється в 20 мільйонів, з яких до 10 мільйонів — в західних провінціях (Стамбул, Ізмір, Анкара, Бурса та ін.) і близько 10 мільйонів — в східних провінціях (колишні області). За даними на 1880-ті, в Туреччині проживало 1 500 000 курдів, що говорили курдською мовою. Більшість віруючих курдів — мусульмани-суніти, шиїти, єзиди. Здавна існували спільноти курдських племен. Це — напівкочівники та хлібороби, садівники. Розвинені кустарні ремесла: виготовлення курдських килимів, вовняного одягу, виробів з каменю, порцеляни й металу. Дуже багата та своєрідна культура — фольклор, література, мистецтво. Для суспільних відносин курдів характерно розкладання феодальних відносин та становлення капіталістичних, але в той же час зберігаються і родоплемінні відносини.

## Боротьба за незалежність

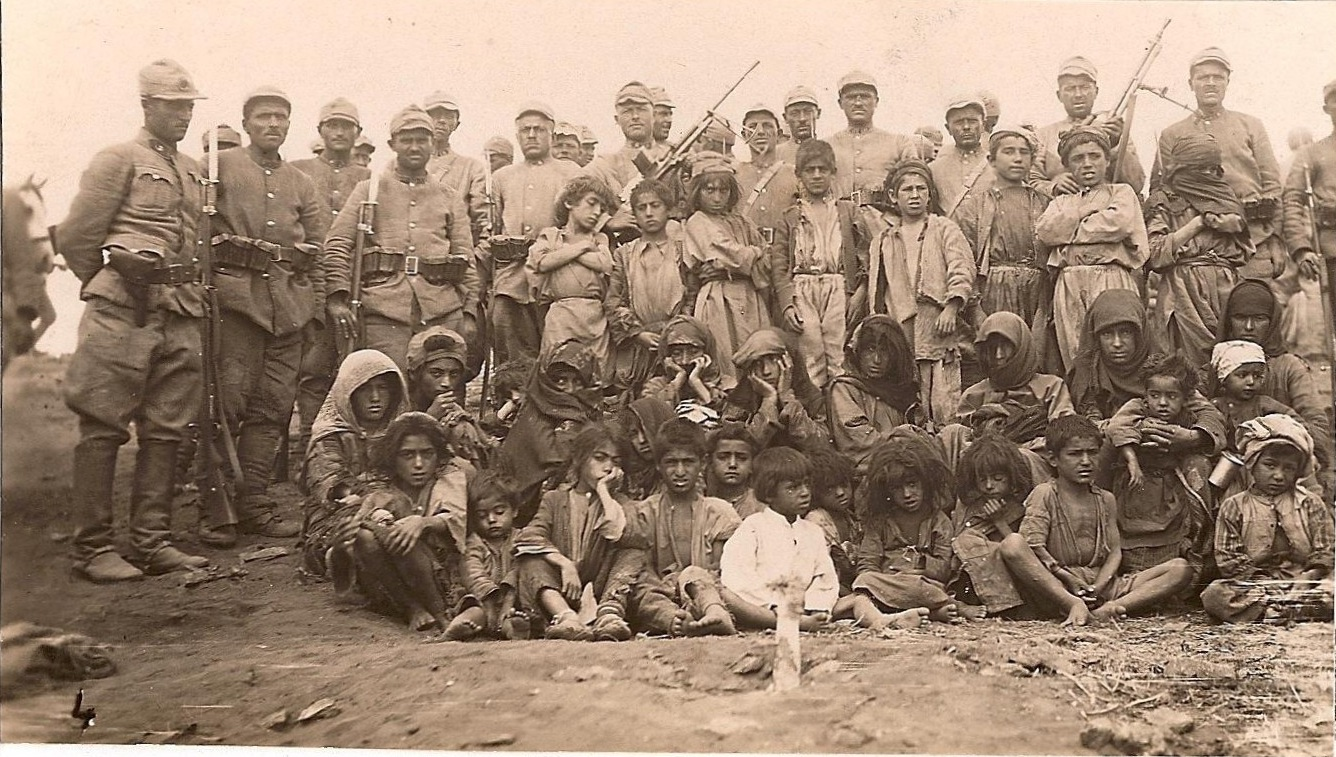
Турецькі солдати захопили курдських жінок та дітей, під час Дерсімської різанини в 1938

Після розпаду Османської імперії та створення Турецької республіки серед курдів стали рости визвольні настрої, в 1920-ті почалася серія курдських повстань, які жорстко придушувалися турецькою владою. Так в період 1937-1938 убито 50 000-70 000 курдів і ще більше понесли покарання у вигляді заслань.
Переслідування та знищення курдського населення стало політикою турецького уряду. Курдам офіційно заборонили говорити курдською мовою. Книги на їх мові були спалені. Слова «курд» та «Курдистан» були викреслені з підручників. Їх народ оголосили «гірськими турками». Тисячі курдів переселені зі східних вілайєтів в західні.
В цілому, курдський рух в Туреччині можна розділити на 3 етапи. Перший — з 1923 по кінець 1960-х — відзначений стихійною боротьбою, слабо організованими повстаннями, які придушувалися турецькою армією. Другий етап боротьби за свободу почався в 1960-х, коли турецькі курди підтримали іракських курдів, що почали збройну боротьбу під проводом Мустафи Барзані. У 1960 близько 1 700 турецьких курдів взяли участь у збройних діях, допомагаючи іракським курдам. Туреччина заблокувала кордон з Іраком. У Східній Анатолії провели ряд каральних операцій, після яких курдські угрупування були знищені або розпорошені.
У 1970-і визвольні настрої продовжували прогресувати та багато курдів стали звертатися до марксистсько-ленінської ідеології. Так була утворена опозиційна партія Робітнича партія Курдистану (РПК), яка згодом визнана терористичною Європейським союзом, НАТО та США. За даними на 1984, членів партії налічувалося 58 000 осіб. У деяких поселеннях відбувалися збройні конфлікти між бойовиками РПК і військовими силами Туреччини.
У зв'язку з багаторічною партизанською війною, порівняно низьким рівнем життя та дискримінаційною політикою, що проводиться турецькою владою проти курдів, багато курдських селищ спустошилися, частина їх населення перебралася у великі міста, інша частина виїхала в Західну Європу на правах політичних біженців.
Так з карти Туреччини були стерті більше 3 000 курдських поселень, а близько 378 000 осіб втекли внаслідок гонінь та репресій з боку турецької влади. Зокрема, за даними неурядової організації Страж прав людини, евакуація курдського населення проходила незаконно та насильно. Сили безпеки оточували селища, використовуючи гелікоптери, бронетехніку та війська, знищували сільськогосподарські культури, сади, ліси і худобу. Підпалювали будинки, таким чином позбавляючи мешканців можливості взяти з собою майно та кошти. До тих, хто чинив опір депортації, застосовувалися акти насильства та навіть тортури. Відбувалися численні позасудові страти та зникнення людей. Все це тривало до середини 1990-х.
Серед турків поширена думка, що війна курдів за незалежність підтримується Заходом із метою після створення незалежного Курдистану отримати доступ до розвіданих у цьому регіоні запасів нафти. Однак, наприкінці 2011 сайт WikiLeaks опублікував відомості, що США з 2007 постачали Туреччину (на її прохання) розвідданими про курдських повстанців, що використовувалися турками у військових операціях проти останніх, що ставить згадану, зовні логічну, версію під сумнів.
Останнім часом курдське питання є одним із ключових під час обговорення подальшої євроінтеграції Туреччини. Європа вимагає більшої регіоналізації та автономізації курдів, а також дотримання їх прав відповідно до європейських стандартів.
17 липня 2011 союз курдських неурядових організацій «Конгрес демократичного суспільства» оголосив про створення курдської автономії у складі Туреччини.

## Культура

### Мова
Курдська мова (Kurdî або کوردی) відноситься до західної підгрупи іранської групи індоєвропейської родини мов. Курдомовне населення головним чином сконцентровано в Туреччині, Ірані, Іраку та Сирії. Курдська мова поширена в регіоні, неофіційно званому Курдистан. Більшість курдів є двомовними або багатомовними, розмовляючи на мовах навколишніх народів, таких як арабська, турецька та фарсі. У курдській мові застосовуються три системи письма: латиниця, арабське письмо та кирилиця (в порядку убування). Курдський латинський алфавіт використовується в Туреччині, Сирії, частково в Іраку та Ірані, а також серед курдської діаспори в країнах Європи, Азії й Америки. Курдська писемність на основі арабиці з додаванням деяких знаків та діакритики використовується переважно в Іраку й Ірані. Курдське кириличне письмо використовувалося в країнах, що входили в СРСР і останнім часом поступилося своє місце курдської латиниці.
У сучасній Туреччини використання курдської мови не заохочується, єдиною державною мовою є турецька, використання курдської мови до недавнього часу обмежувалося владою. Курдська латиниця була заборонена, курдам відмовляли в реєстрації імен, записаних курдською латиницею. Починаючи із заснування Турецької Республіки, навіть слово «курд» в Туреччині було заборонено, в офіційних повідомленнях курдів іменували «гірськими турками».

### Музика
З 1925 по 1991 виконання пісень курдською мовою було заборонено в Туреччині, проте весь час існував чорний ринок музичної продукції курдською мовою та піратські радіостанції. Хоча зараз у Туреччині немає формальної заборони на виконання музики курдською мовою, через перепони з боку турків її поява на радіо чи телебаченні залишається і понині достатньо рідкісною.
Найвідомішим курдським співаком є Нізаметтін Арік, який спочатку співав турецькою мовою. Він також узяв участь у зйомках одного з найперших фільмів курдською мовою «Klamek ji bo Beko» (Пісня для Беко) в 1992. Після чого на шкоду своїй славі співака став співати лише курдською мовою, мотивуючи тим, що він не бажає співати «принизливою йому» турецькою мовою. Через що був поміщений у в'язницю, пізніше втік до Сирію, а потім і в Німеччину.

### Кіно
Через мовні обмеження, накладені на курдську мову, в 20-му столітті в Туреччині не існувало практично ніяких умов для повноцінного розвитку курдського кіно. Їлмаз Ґюней був найвідомішим курдським режисером, сценаристом, романістом та актором. Він зняв фільм «Надія» (1970), в якому зіграв головну роль. Його найвідоміше кіно — фільм «Дорога» 1982, який виграв Золоту пальмову гілку на Каннському кінофестивалі 1982.
У 2011 турецький телеканал Kanal D почав зйомки теле-шоу Ayrılık Olmasaydı: ben-u sen, де сюжетну лінію написано курдським сценаристом. Це найперша в історії екранізація, де курдські сепаратисти представлені як позитивні персонажі. Трансляція шоу повинна була початися на початку 2012, однак із незрозумілих причин його дебют весь час відкладається на невизначений час.